# シースルー

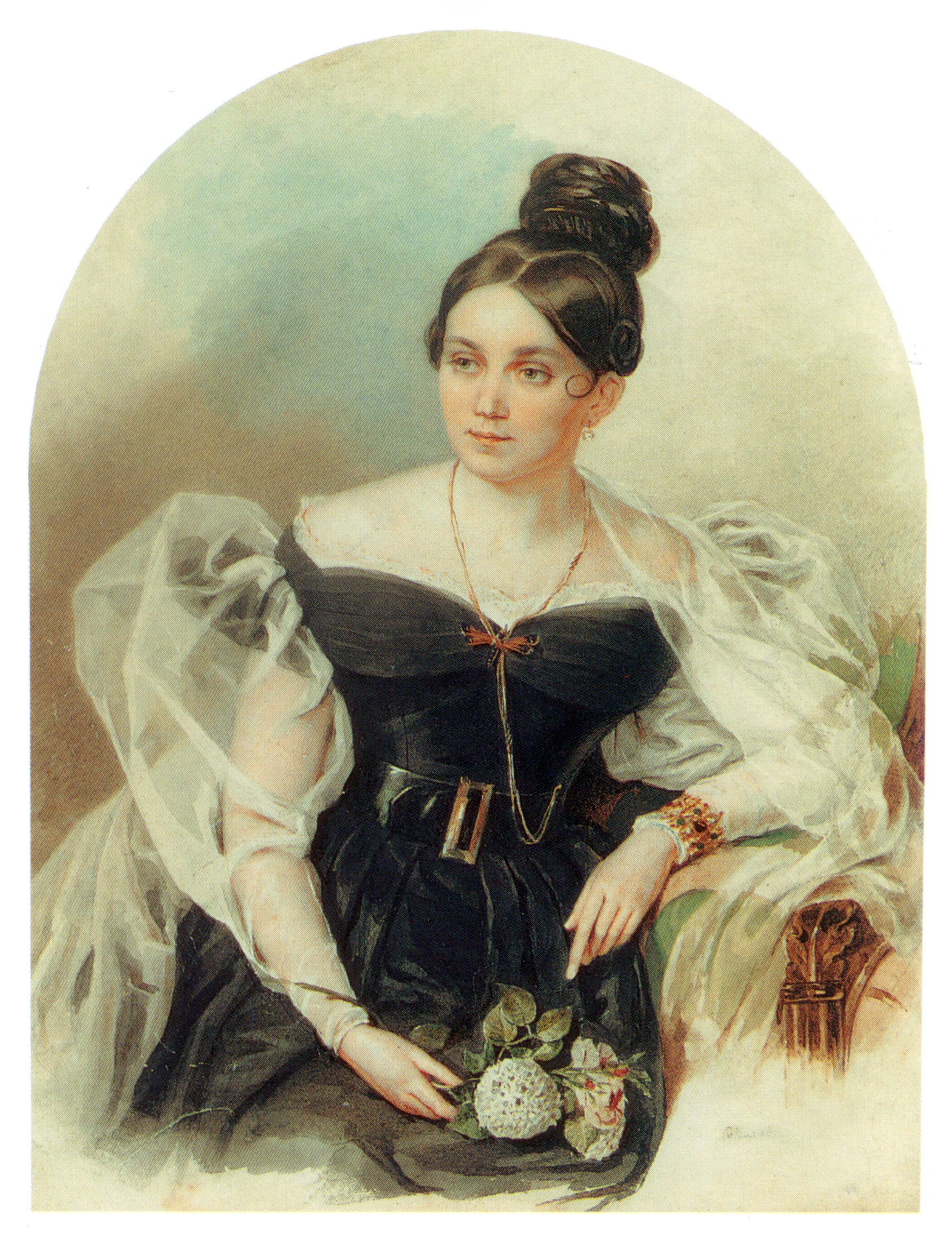

シースルー（英: see-through）とは、「透けて見える」（形容詞）および「透けて見える服」（名詞）を意味する。

## シースルーファッション
シースルールックとも呼ばれる。この状態は、透け感と表現されることもある（特に重ね着の場合）。
乳首やへそ等が透けることを回避しているものと回避していないものがある。
上半身用の肌着を着心地・機能面を重視して汗をかきやすい脇や背中（の一部）だけメッシュにしている場合もある。
幾つかのスポーツ競技においてシースルー風（実際は肉色の生地の場合も）のコスチュームが任意で着用される場合もある。

### 目的
- 通気性、そして清涼感の追求（本人自身と周囲に対する印象も）を目指す試み。
- 着心地、そして見た目における軽さを出す目的。
- セクシーさを打ち出すため（濃色の生地では骨格・筋肉・体のラインなどの凹凸が陰影で引き立つ場合も）。

### ギャラリー

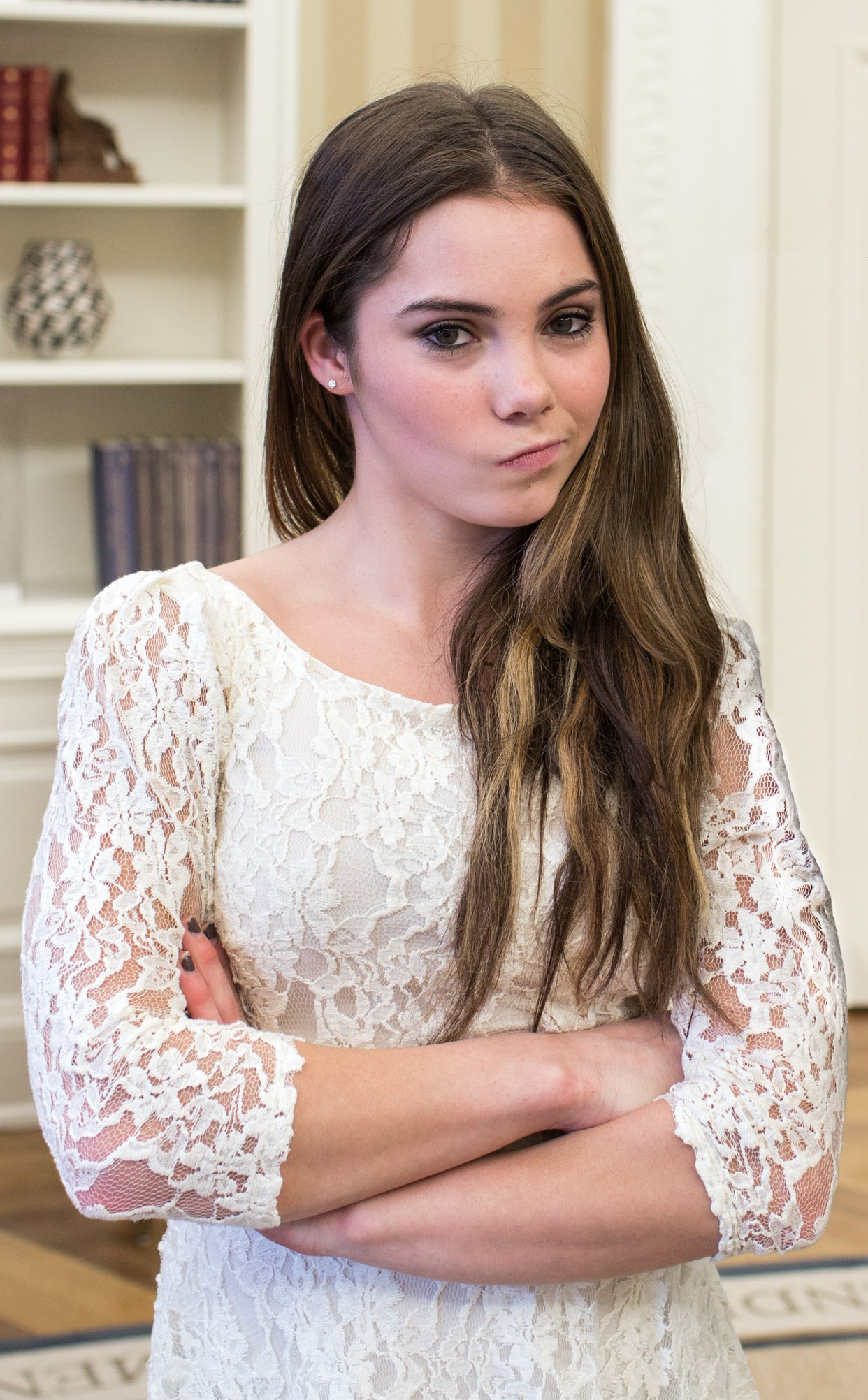
レース
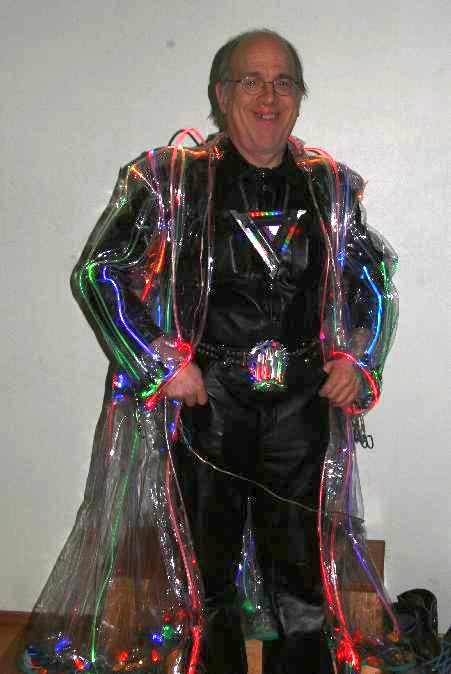
レインコート風
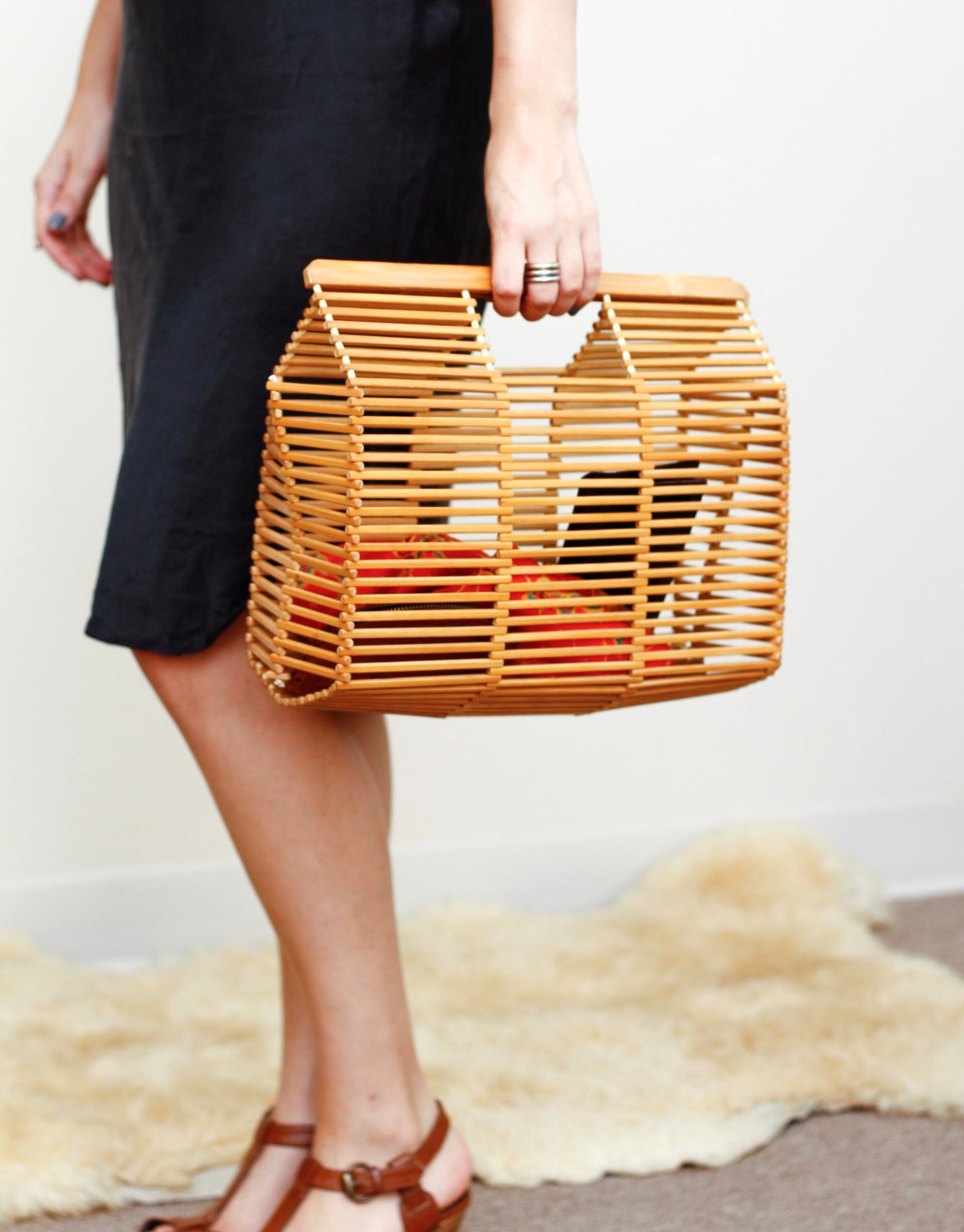
ある意味シースルー
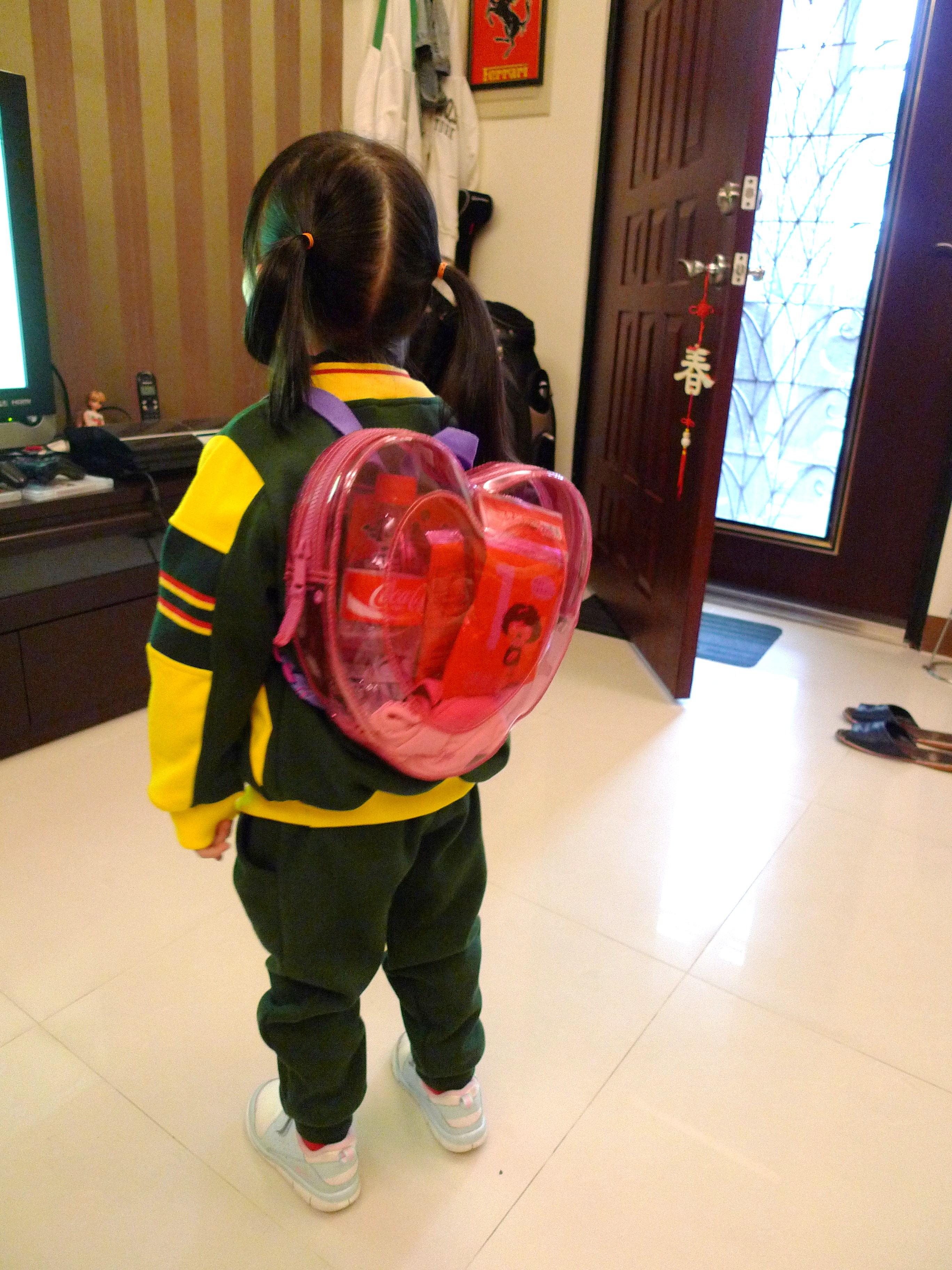
リュックサック
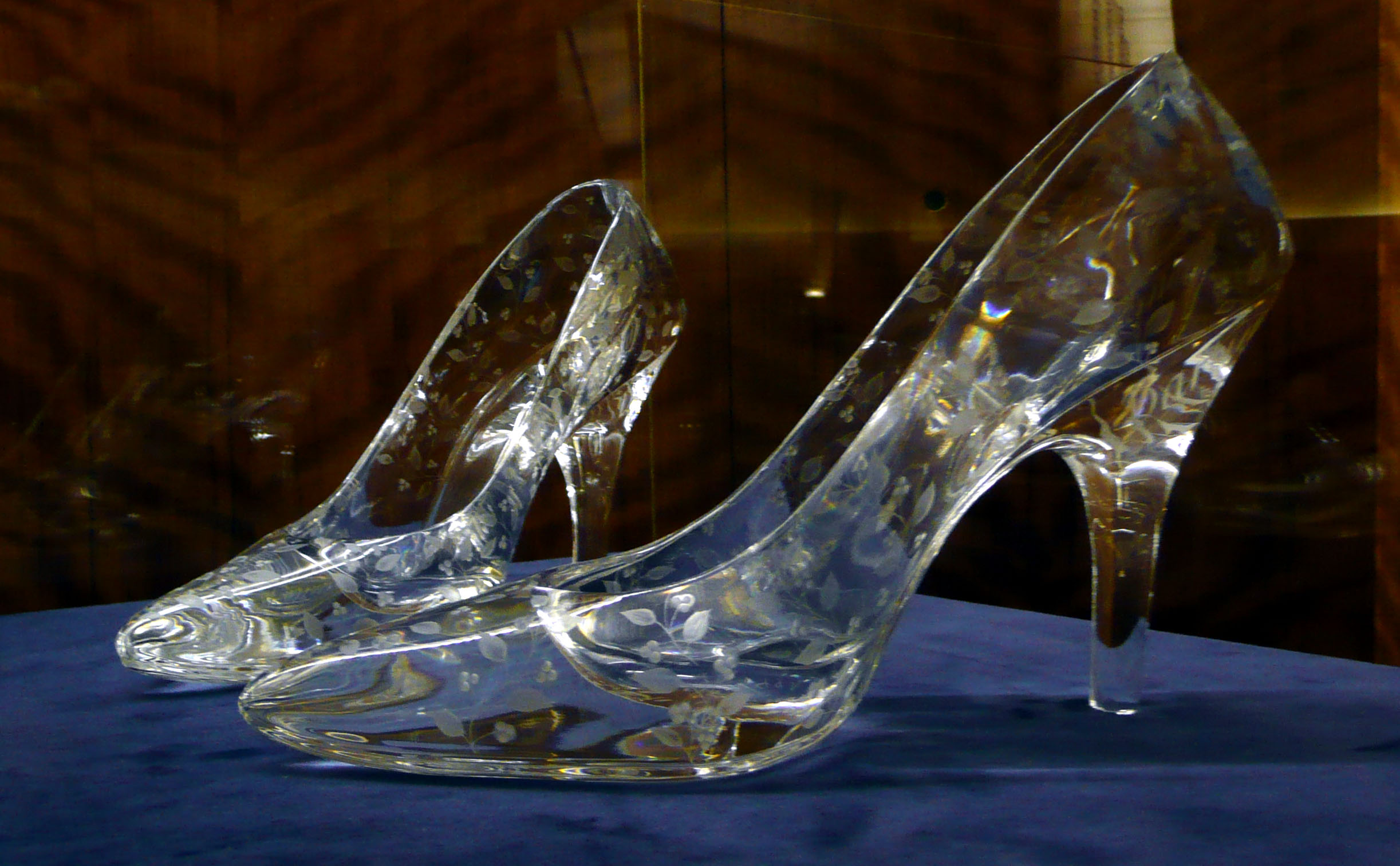
ガラスの靴
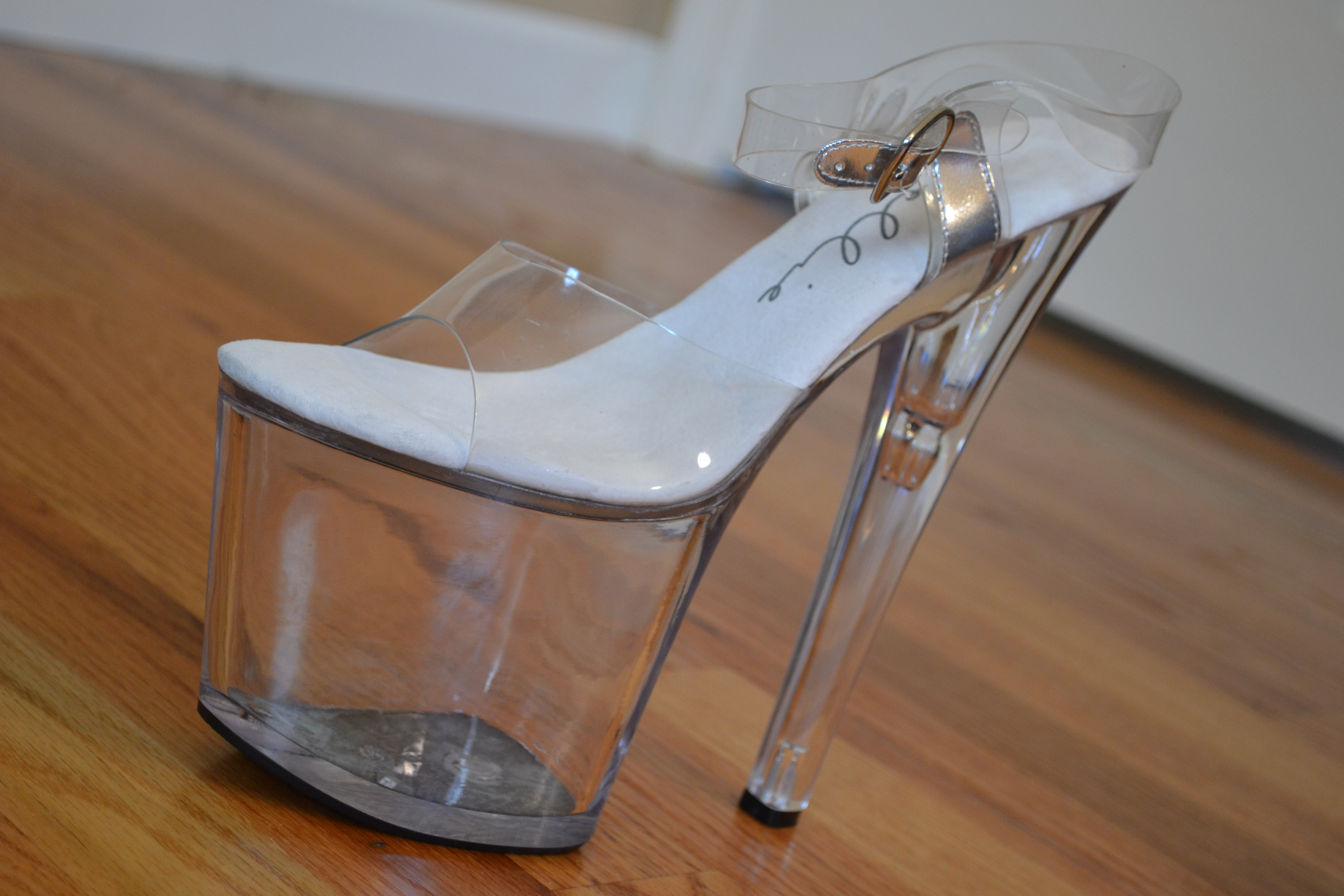
ヒール
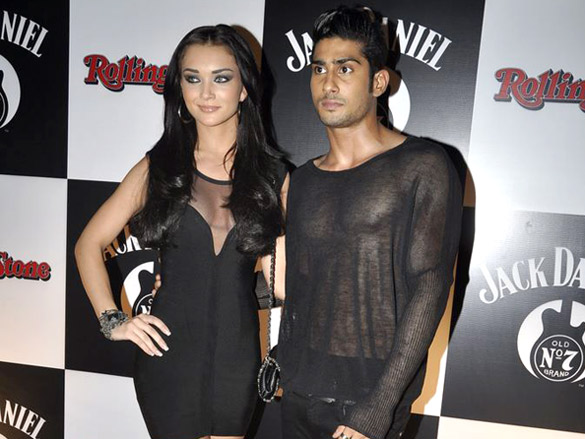
エイミー・ジャクソン Prateik Babbar
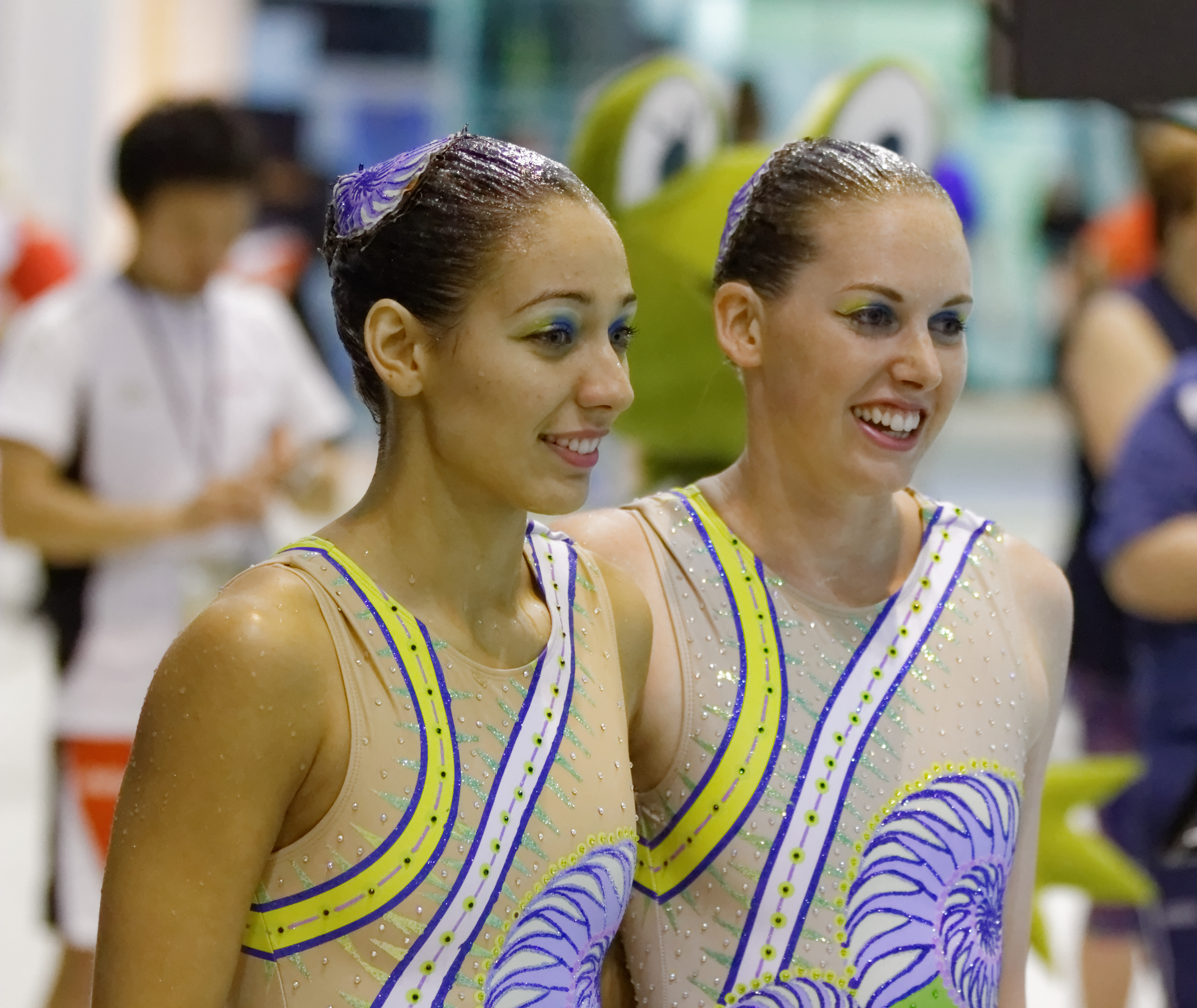
アーティスティックスイミング
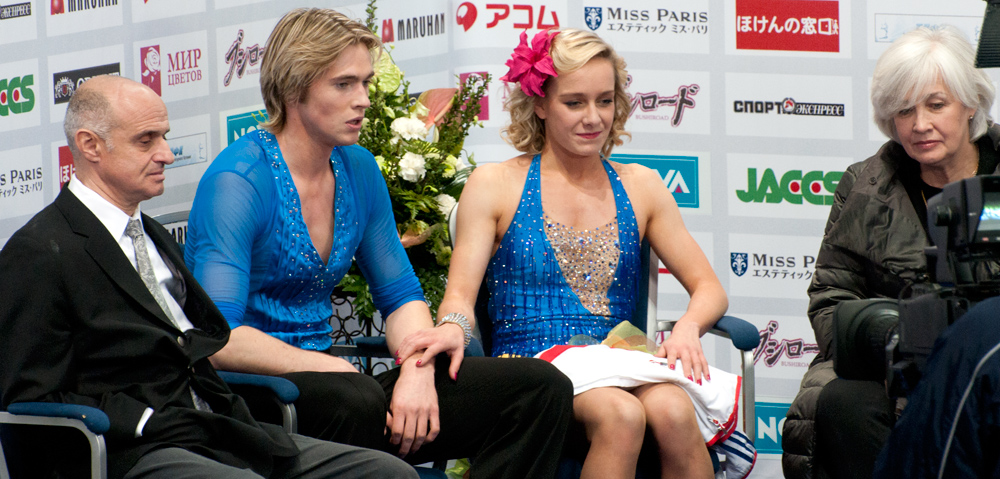
フィギュアスケート

### 主な素材
- シフォン
- ジョーゼット
- ガーゼ
- レース
- メッシュ
- ラテックス
- ビニール（レインコートなど）
- プラスチック・クローシング（英語版）
- メリヤス編み（ジャージー編み）
- オーガンジー（英語版）（薄手の平織）[3]
- シアー（英語版）

## スケルトン

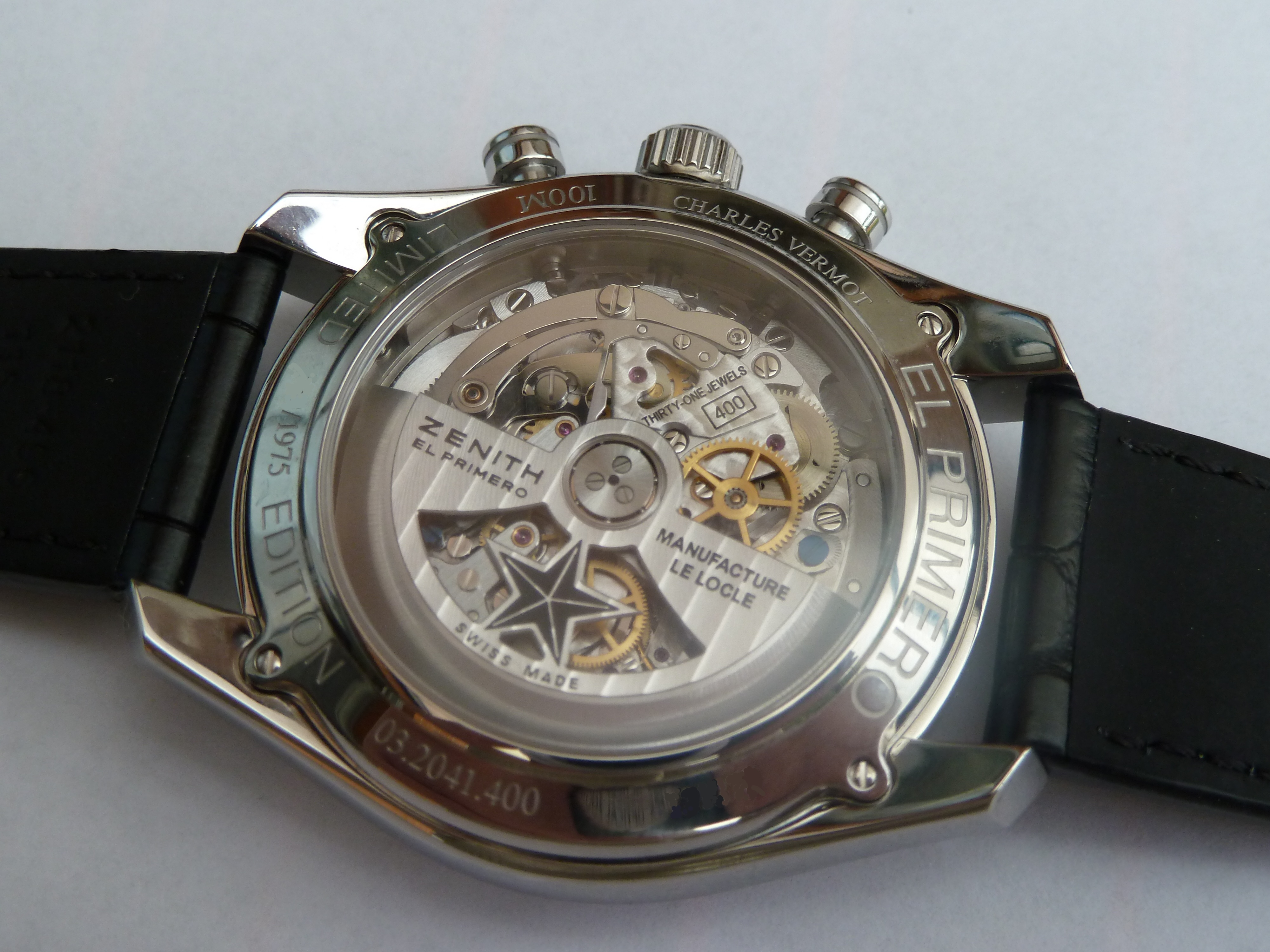
ゼニス

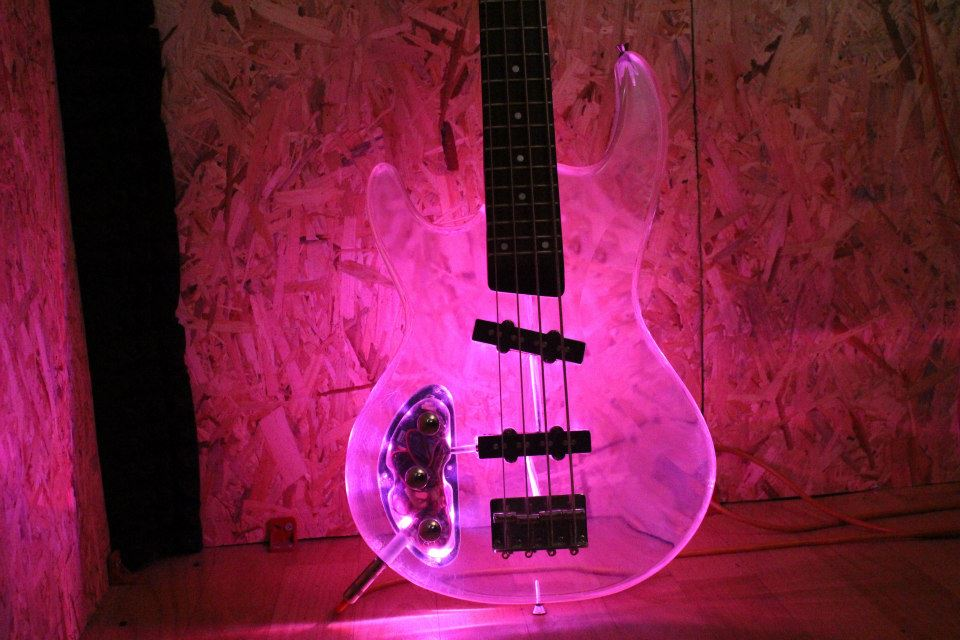
ベース

通常はそうなっていない商品の筐体を透明な材料を用いることで中の構造が見えるように施したものがある。これをスケルトンと呼ぶ場合がある。
iMac（コンピュータ）、クリスタル・ピアノなどの楽器、腕時計、カップヌードル スケルトンなど。